# Rodrigo Lelis
Rodrigo Moura Lelis Coelho, mais conhecido como Rodrigo Lelis (Brumado, 12 de março de 1994), é um ator brasileiro.

## Biografia
Nascido em Brumado, município localizado no interior da Bahia, região sudoeste do estado, Rodrigo Lelis demonstrou interesse pelas artes cênicas desde a infância.
Em 2011, mudou-se para Salvador, onde iniciou o curso de Engenharia Civil, o qual abandonou após um ano e meio para ingressar na Universidade Livre do Teatro Vila Velha, onde se formou em Artes Cênicas. Posteriormente, graduou-se também em Publicidade  pela Universidade Estácio.
Entre os anos de 2018 e 2020, integrou a Companhia Teatro dos Novos, grupo ligado ao Teatro Vila Velha.

## Carreira
O primeiro contato de Rodrigo Lelis com os palcos ocorreu em sua cidade natal, Brumado, incentivado por uma de suas professoras. Em 2011, já morando em Salvador, participou do curso Todo Mundo Faz Teatro, ministrado por Filinto Coelho. No entanto, sua trajetória profissional teve início em 2014, ao ingressar na Universidade Livre do Teatro Vila Velha, onde se formou em Artes Cênicas. Desde então, frequentou diversas oficinas de aperfeiçoamento artístico, entre elas: A Obra de William Shakespeare, suas traduções e leitura aprofundada de Rei Lear, com José Roberto O’Shea; Vestígios em Fluxo, com Carol Diniz; Coreografia no Futebol, com Ahil Ratramohan (Austrália); Workshop Kcena, com Graeme Pulleyn (Portugal); Energia da Cena, com Lyddia del Pichia, do Grupo Galpão (Belo Horizonte); e Musicalização e Composição coletiva, com Ana Bento (Portugal), entre outras.
No Teatro, atuou em mais de vinte espetáculos. Entre os principais trabalhos estão: Jango – Uma Tragedya (único texto teatral de Glauber Rocha), Hamlet, Macbeth, Romeu e Julieta, Espelho para Cegos, A Tempestade, Por Que Hécuba (com direção de Márcio Meirelles). Também realizou assistência de direção nas peças Temporal, dirigida por Chica Carelli, e Treva, dirigida por Paula Lice. Foi indicado ao Prêmio Braskem de Teatro em 2019, na categoria Ator Revelação, por sua atuação no espetáculo Osso, dirigido por João Sanches.
Em 2022, protagonizou O Princípio de Arquimedes, peça do dramaturgo catalão Josep Maria Miró, com direção de Djalma Thürler. Interpretou Rubens, um professor de natação acusado de pedofilia. A obra de Miró serviu de inspiração para os filmes El vírus de la Por, de Ventura Pons, e Aos Teus Olhos (2017), dirigido por Carolina Jabor, com roteiro adaptado por Lucas Paraizo e protagonizado por Daniel de Oliveira.
Em 2024, estreou seu primeiro monólogo, Sr. Oculto, com direção de Márcio Meirelles e texto de Mônica Santana. A peça é uma transcriação da clássica novela do  século XIX O Estranho Caso do Dr. Jekyll e de Mr. Hyde (1886), de Robert Louis Stevenson, popularmente conhecida como O Médico e o Monstro. O espetáculo foi indicado ao 30º Prêmio Bahia Aplaude de Teatro nas categorias Melhor Direção e Melhor Texto.

No Cinema, participou dos curtas Sombra (dirigido por ele próprio em parceria com Ramon Gonçalves) e Entre o Ninho e as Andorinhas (de Daniel Leite Almeida). Em 2021, integrou o elenco do longa-metragem A Matriarca, de Lula Oliveira, que estreou em 2025. Atuou também em Meu Nome é Gal, produção da Paris Filmes dirigida por Dandara Ferreira e Lô Politi, lançada em 2023, onde interpretou o cantor e compositor Caetano Veloso.
Na Televisão, estreou em 2025 interpretando o Padre Bida na telenovela Guerreiros do Sol, 3ª produção original da Globoplay. Ambientada no sertão nordestino, a trama mistura elementos históricos e ficcionais para retratar o universo dos cangaceiros e suas complexas relações sociais e afetivas. A novela marcou a estreia de Rodrigo Lelis em uma produção televisiva de grande alcance nacional, dando visibilidade ao seu trabalho e consolidando sua presença no cenário audiovisual brasileiro.

## Filmografia

### Cinema
| Ano  | Filme                         | Personagem     | Direção                         | Roteiro                                  | Categoria      |
| ---- | ----------------------------- | -------------- | ------------------------------- | ---------------------------------------- | -------------- |
| 2020 | Sombra                        | Artista        | Ramon Gonçalves e Rodrigo Lelis | Ramon Gonçalves e Rodrigo Lelis          | Curta-metragem |
| 2021 | Entre o Ninho e as Andorinhas | Áquila         | Daniel Leite Almeida            | Daniel Leite Almeida                     | Curta-metragem |
| 2022 | A Matriarca                   | Luisinho       | Lula Oliveira                   | Lula Oliveira                            | Longa-metragem |
| 2023 | Meu Nome é Gal                | Caetano Veloso | Dandara Ferreira e Lô Politi    | Maíra Bühler, Lô Politi e Mirna Nogueira | Longa-metragem |

### Televisão
| Ano  | Produto               | Personagem | Autor                            | Direção                       | Categoria      | Exibição  |
| ---- | --------------------- | ---------- | -------------------------------- | ----------------------------- | -------------- | --------- |
| 2020 | Festival Aqui de Casa | Hamlet     | Vários                           | Léo Silva e Vinicius Teixeira | Programa de TV | TVE Bahia |
| 2025 | Guerreiros do Sol     | Padre Bida | George Moura / Sergio Goldenberg | Rogério Gomes                 | Novela         | Globoplay |

## Teatro
| Ano  | Espetáculo                                                  | Personagem                                    | Dramaturgia                                            | Direção                         |
| ---- | ----------------------------------------------------------- | --------------------------------------------- | ------------------------------------------------------ | ------------------------------- |
| 2015 | Hamlet                                                      | Primeiro Sentinela / Bernardo                 | William Shakespeare                                    | Márcio Meirelles                |
| 2015 | Macbeth                                                     | Terceiro Assassino / Jovem Siward / Danalbein | William Shakespeare                                    | Márcio Meirelles                |
| 2015 | Do-Eu                                                       | Infiltrador do Medo                           | Criação Coletiva                                       | João Branco                     |
| 2015 | Através do Espelho e o que Alice por lá encontrou           | Cavaleiro Vermelho / Cervo / Leão             | Lewis Carroll                                          | Márcio Meirelles                |
| 2017 | Romeu e Julieta                                             | Romeu / Benvólio                              | William Shakespeare                                    | Márcio Meirelles                |
| 2017 | Luzes da Boemia                                             | Dorio de Gádex                                | Ramom del Valle-Inclán                                 | Santiago Roldos (Equador)       |
| 2017 | A Besta (O Teatro e o seu duplo / O Rionoceronte / Ubú Rei) | Berenger                                      | Antonin Artaud / Eugene Ionesco / Alfred Jarry         | Graeme Pulleyn (Portugal)       |
| 2017 | O Auto da Barca de Camiri                                   | Passarinheiro                                 | Hilda Hilst                                            | Vinicius Bustani e Erick Saboya |
| 2018 | Jango: Uma Tragedya                                         | Júlio Souza                                   | Glauber Rocha                                          | Márcio Meirelles                |
| 2018 | Espelho para Cegos (Fragmentos de um Teatro Decomposto)     | O Homem do Círculo                            | Matéi Visniec                                          | Márcio Meirelles                |
| 2018 | Temporal                                                    | Assistente de Direção                         | Gabriel Gomes, Lisa Reis, Rafael Medrado e Sofia Moura | Chica Carelli                   |
| 2018 | Por Que Hécuba                                              | Hermes                                        | Matéi Visniec                                          | Márcio Meirelles                |
| 2019 | Hamlet                                                      | Horácio                                       | William Shakespeare                                    | Márcio Meirelles                |
| 2019 | Por Que Hécuba                                              | Polidoro                                      | Matéi Visniec                                          | Márcio Meirelles                |
| 2019 | Treva                                                       | Assistente de Direção                         | Sabrina D. Marques                                     | Paula Lice                      |
| 2019 | Osso                                                        | Terrorista                                    | Rui Zink                                               | João Sanches                    |
| 2019 | Hamlet & Ofélia                                             | Hamlet                                        | William Shakespeare                                    | Márcio Meirelles                |
| 2020 | A Tempestade                                                | Miranda                                       | William Shakespeare                                    | Márcio Meirelles                |
| 2020 | Fragmentos de um Teatro Decomposto                          | O Homem do Círculo                            | Matéi Visniec                                          | Márcio Meirelles                |
| 2022 | O Princípio de Arquimedes                                   | Rubens                                        | Josep Maria Miró                                       | Djalma Thürler                  |
| 2024 | Sr. Oculto                                                  | Dr. Jerkylll / Sr. Hyde                       | Mônica Santana                                         | Márcio Meirelles                |

## Prêmios e indicações
| Ano  | Prêmio         | Categoria      | Espetáculo | Resultado | Ref.   |
| ---- | -------------- | -------------- | ---------- | --------- | ------ |
| 2019 | Prêmio Brasken | Ator Revelação | Osso       | Indicado  | [ 23 ] |